# MTF Nº2 koljoza im. Lénina
MTF Nº2 koljoza im. Lénina (del ruso: МТФ № 2 колхоза им. Ленина) es un posiólok del raión de Beloréchensk del krai de Krasnodar, en Rusia. Se sitúa en la orilla izquierda del Kelermes, tributario del Bélaya, afluente del río Kubán, 1 km al sureste de Beloréchensk y 77 km al sureste de Krasnodar, la capital del krai. Tenía 38 habitantes (2011).
Pertenece al municipio Rodnikóvskoye.